# Hadena ochrea
Hadena ochrea là một loài bướm đêm trong họ Noctuidae.